# Themisto gaudichaudii
Themisto gaudichaudii ist ein mariner Flohkrebs aus der Unterordnung Hyperiidea. Alle Arten der Hyperiidea leben im Zooplankton der Meere. Während jedoch die meisten Arten dieser Gruppe mit anderen Plankton-Tieren – wie Salpen oder Quallen – vergesellschaftet sind und teilweise auf diesen parasitieren, geht Themisto gaudichaudii räuberisch auf Nahrungssuche.

## Merkmale
Als Anpassung an die räuberische Lebensweise im Plankton ist der Körperbau von Themisto gaudichaudii stromlinienförmig und viel schlanker als der seiner oft kugelig wirkenden Verwandten innerhalb der Familie Hyperiidae, zu der auch der Quallenflohkrebs gehört.
Themisto gaudichaudii wird 12 bis 21 Millimeter lang und ungefähr ein Jahr alt. Exemplare, die mehr als ein Jahr lang überleben, können eine Länge von bis zu 28 Millimetern erreichen. Trotz seines lang gestreckten Körperbaus fällt auch bei diesem Vertreter der Hyperiidae der große Kopf mit den riesigen Augen auf.

## Lebensraum
Themisto gaudichaudii lebt im Südpolarmeer – von der Antarktis bis in die Schelfregionen der südlichen Kontinente. Das Konzept einer bipolaren Verteilung der Populationen, nach dem T. gaudichaudii ein Verbreitungsgebiet auch im nördlichen Polarmeer zugesprochen wurde, musste nach genetischen Studien aufgegeben werden. Die in der Arktis beheimatete Art der Gattung Themisto ist T. compressa. Weitere im Nordatlantik verbreitete Themisto-Arten sind T. abyssorum und T. libellula.

## Lebensweise
Themisto gaudichaudii ist ein unersättlicher Jäger, der nach allen Tieren im Plankton jagt, die nicht größer sind als er selbst. Er kommt in Schwärmen mit großer Individuenzahl vor und bildet oft nach den Ruderfußkrebsen und dem Krill die dritthäufigste Tiergruppe im Plankton des Südpolarmeeres. Die Ruderfußkrebse sind auch seine Hauptnahrungsquelle, auch wenn er ebenso die im Plankton vorkommenden Fischlarven, Pfeilwürmer, planktontisch lebenden Schnecken aus der Gruppe der Gymnosomata oder jungen Krill fängt.
Themisto gaudichaudii spielt eine wichtige Rolle in der Nahrungskette, da er seinerseits eine der Hauptnahrungsquellen für viele Tiere darstellt. Raubfische, vorwiegend aus der Unterordnung der Antarktisfische, Felsen- und Goldschopfpinguine sowie Tauchsturmvögel und viele andere Seevögel ernähren sich von diesem Flohkrebs.